# Епідексиптерикс
Епідексиптерикс (Epidexipteryx hui) — вид пернатих тероподних динозаврів родини Scansoriopterygidae. Цей маленький хижак жив на Землі у середині юрського періоду 168—152 млн років тому. Журналісти вже встигли охрестити його найдревнішим птахом на Землі, який жив до знаменитого усім археоптерикса, хоча прямого відношення до птахів що перший, що другий не мають. Як стверджують науковці, цей оперений динозавр був одним із великої предкової групи птахів.

## Відкриття і дослідження
Назва Epidexipteryx hui перекладається з грецької на українську як «Птах, що виставляє пір'я на огляд», а видова назва має ім'я китайського палеонтолога Яоміна Гу, який був спеціалістом з викопних мезозойських ссавців і помер у 2008 році у віці 46 років після тяжкої хвороби. До слова, саме дрібними ссавцями і харчувався епідексиптерикс.
Проводячи дослідження в автономному окрузі Внутрішня Монголія (Китай), дослідники Фученґ Жанґ, Жонґе Жоу, Ксінґ Ксу, Ксяолін Ванґ і Корвін Саліван відкопали доволі незвичний відбиток середньоюрського динозавра з чіткими відбитками пір'я. Детальне дослідження показало, що цей динозавр поєднував ознаки. притаманні кільком групам тероподів, зокрема й овірапторозаврів. Аналіз родинних зв'язків чітко вказав на те, що епідексиптерикс є сестринською групою інших пернатих динозаврів — епідендрозаврів (Epidendrosaurus).

## Опис

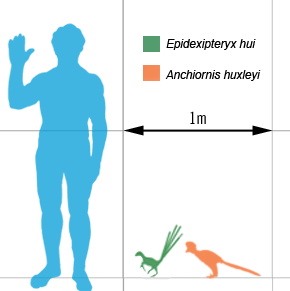
Порівняння розмірів епідексиптерикса (зелений) з людиною

Epidexipteryx hui — це невеликий динозавр заввишки близько 60 см і вагою до 5—6 кг. Динозавр цілком був вкритий пір'ям, з розвинутими на передніх кінцівках «маховими» перами, хоча й не здатен був до польоту. Декотрі оглядачі ж наполягають, епідексиптерикс таки літав або хоча б планерував, але такий варіант виглядає малоймовірним, оскільки «махове» пір'я було коротким, а стернового оперення хвоста взагалі не було. Зате динозавр міг похизуватись чотирма дуже довгими стрічкоподібними (див. реконструкцію) пір'їнами, які очевидно були лише у самців і виконували функцію прикраси й приваблення самок у шлюбний період, на кшталт, домашніх півнів. Цей динозавр харчувався дрібними ссавцями.